# Szakállas család
Szakállas vagy Szakállos család egy Verebély széki egyházi nemes család. A 16. század közepén Komárom vármegyében még Bálványszakállason is éltek egyházi nemesek, ezért a név eredete nem egyértelmű, de valószínűbb hogy tulajdonságra utalhat.
1570-ben az esztergomi szandzsák török adóösszeírásában Nyitracsehin Szakálos Antal és fiai Péter és Tamás, illetve Verebélyen Szakálas Ferenc és fia Tamás, Szakállos Benedek, Szakállos Gergely és testvére György, Szakálas Miklós és fia Tamás, és szolgájuk Albert szerepelt, Verebély 1587-es (?) urbariumában Zakálos György, Tamás és Benedek, zsellérként György szerepeltek. 1595-ben az átvonuló német zsoldos lovasság nyomorékká tette Zakálos Benedeket.
1611-ben verebélyi Szakállos András szolgabíró volt. Várady Mihály özvegye, Szakállos Borbála 1682-ben, fiai Várady Ferenc és István nevében is a malomszegi birtok felét Barmos Istvánnak elzálogosította. 1697-ben Munkád, Széplak és Kistéld birtokokra Vass Miklós, Szakállos Ilona és Újváry Tamás nyert érseki adományt. Szakállos Ilona örökösei Verebélyen kuriális nemesi fundust adtak Vass Miklós tiszttartónak, melyen korábban Ilona atyja András lakott, s birtokolt az adományban felsorolt birtokokon kívül Akossi/Akocsi földekben is. 1699-ben Dicskén Szakalos Ferencet említik birtokosként.
A 18. század elején Verebély 4 kúriájában Szakállos János, id. Ferenc és Ferenc birtokoltak, Zsitvagyarmaton pedig Szakállos Ferencné Szobonya Ilona. 1727-ben a verebélyi hegyen Gyárfás prédiumban lévő szőlő, szilvás és szántóföld miatt a Lendvay testvérek pereskedtek Szakállos Jánossal. 1739-ben a Marczy és a nyitracsehi Szakállos család rokoni kapcsolatait vizsgálták. Hajnal Istvánné (korábban Nohaj Jánosné) Szakállos Borbála és Szakállos András a verebélyi Új Hegy prédium kilencedét 1755-ben s azt megelőzően is megtagadták a verebélyi plébánostól. 1779-ben Szakálos Ferenc Kiskéren élt. 1790-ben Szakallos János Kisheresztényben élt. 1797-ben Szakallos Mihály Kiscétényben élt.
1826-ban Szabó Mihály és felesége Szakálos Anna (András nővére) pereskedett Gaál András ellen. 1832-ben Heringh Gábor Szakállos Katalinnak volt gyámatyja. 1834-ben Szabóné Szakálos Anna már özvegy volt és Zsitvagyarmaton élt, de Szabó József, Pál és András meg akarták szerezni vagyonát. 1869-ben Kisheresztényben élt Szakálos János volt katona és családja.
A család címerét és szimbólumait egyelőre csupán Szakállos Ferenc pecsétlenyomataiból ismerjük. Az 1730-as években használt pecsétjein a pajzsban ló (?) alakja növényt tart a sisakdíszben pedig szablyát.

## Neves családtagok

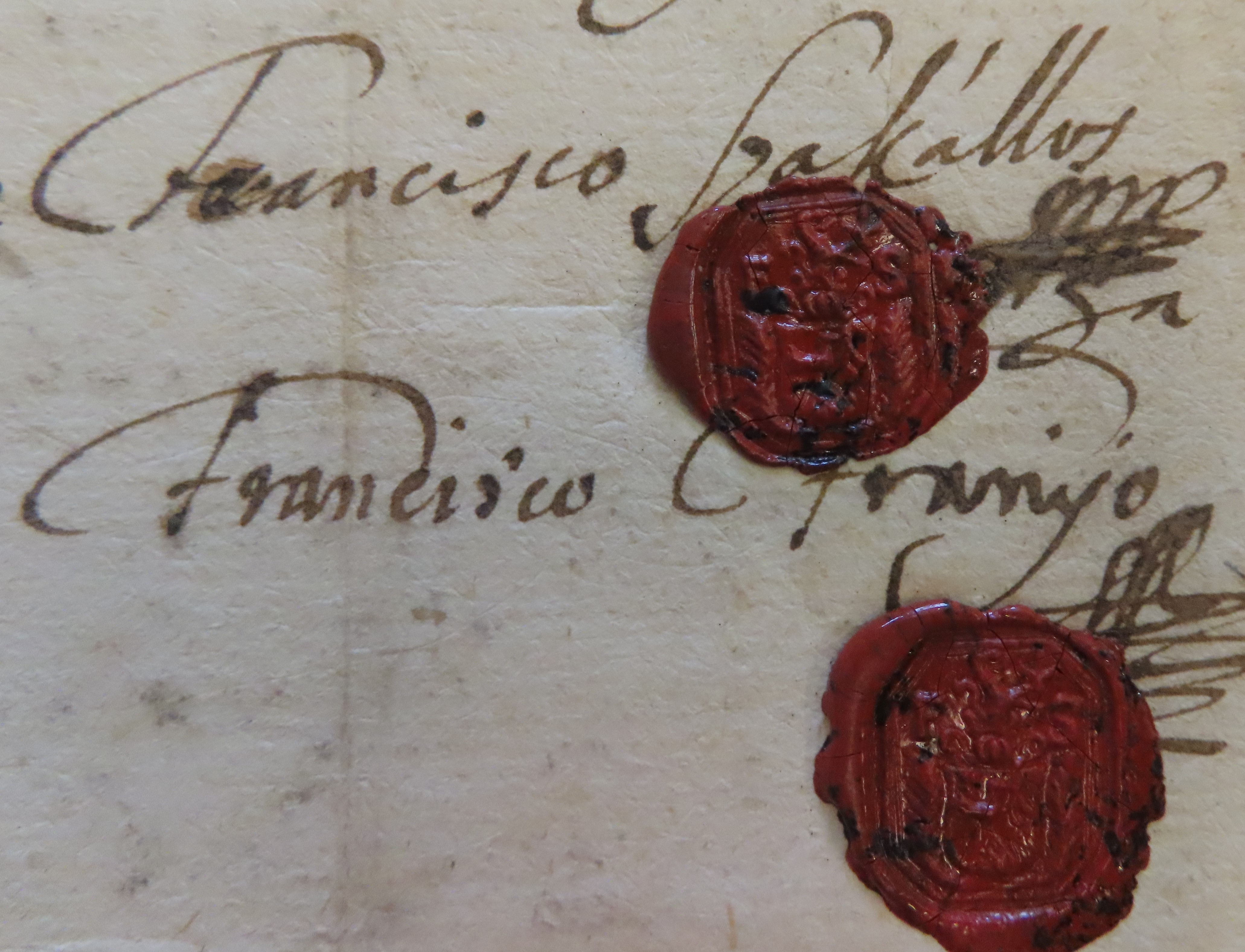
Szakállos Ferenc pecsétje kétszeres használatban 1699-ből
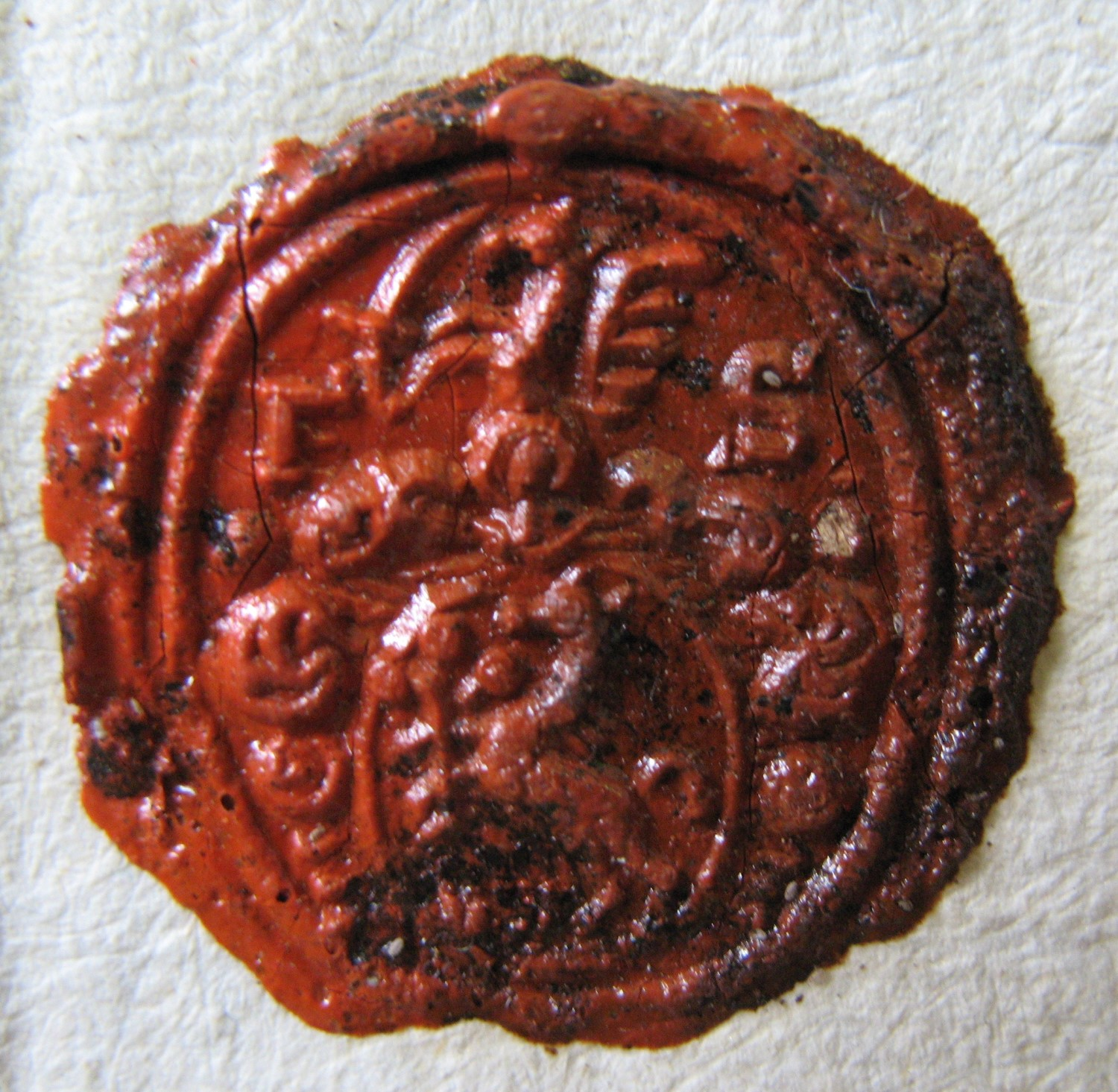
Szakállos Ferenc szolgabíró pecsétje keltezetlen
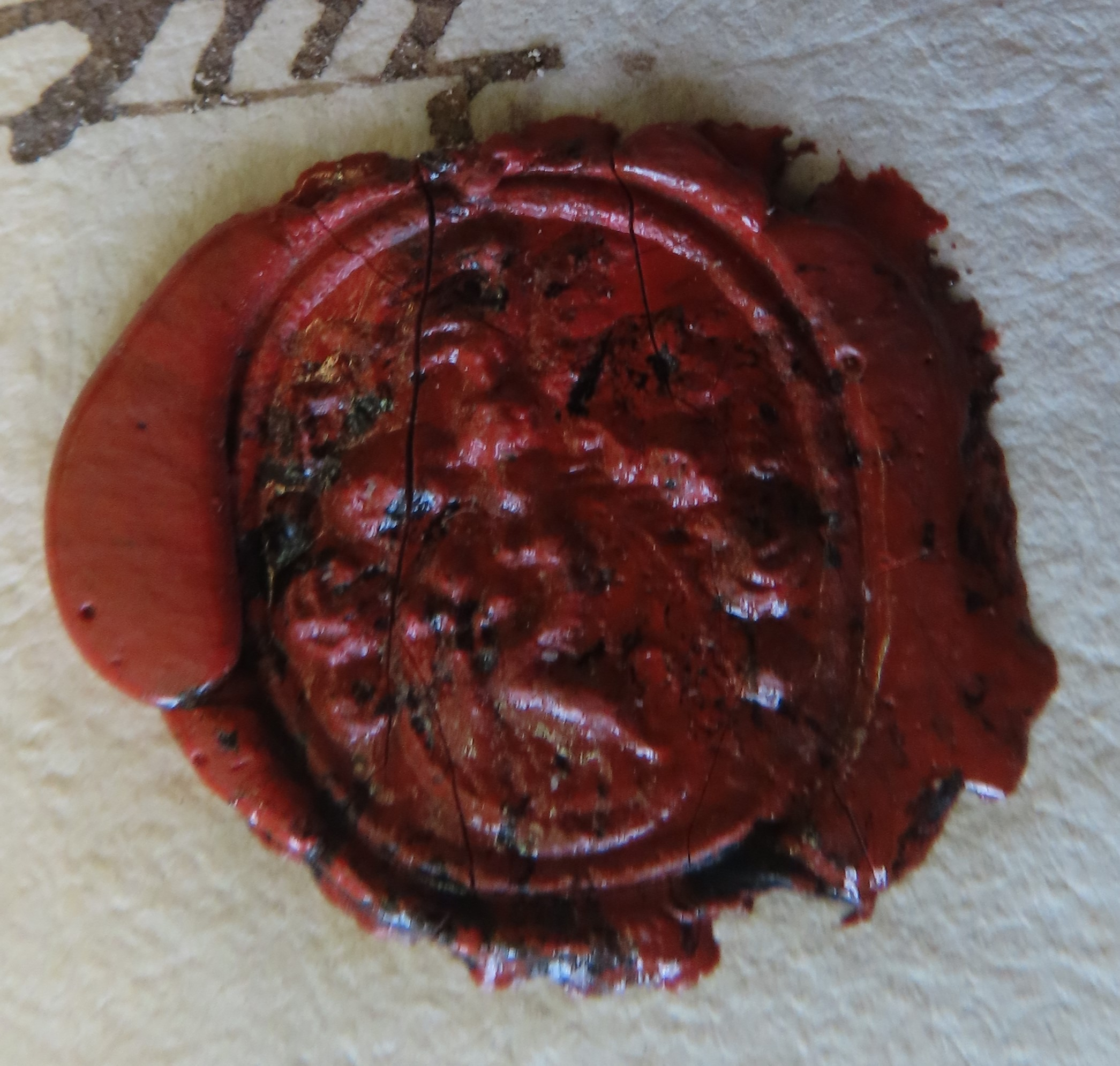
Szakállos Ferenc szolgabíró pecsétje 1730-ból
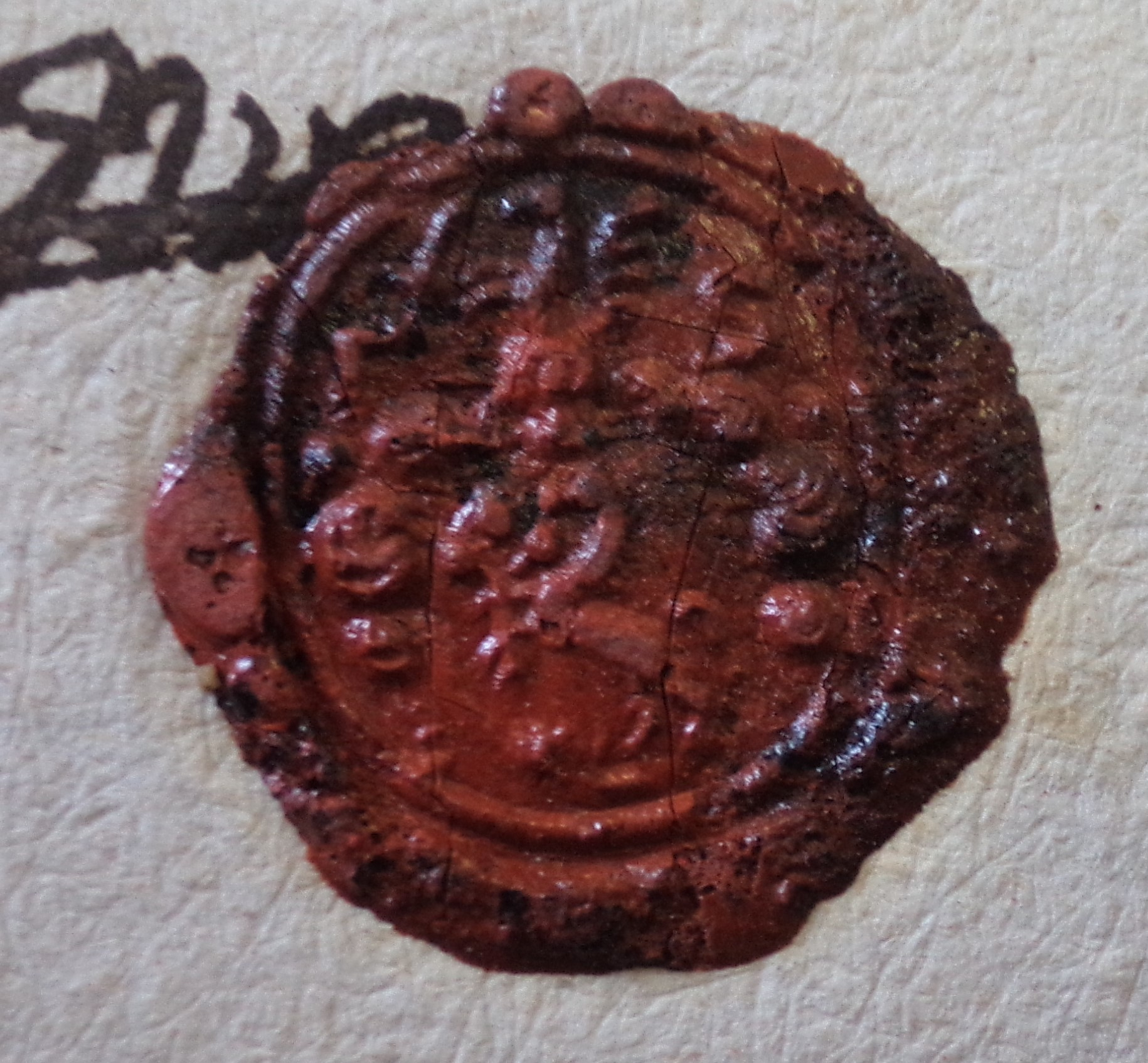
Szakállos Ferenc szolgabíró pecsétje 1733-ból
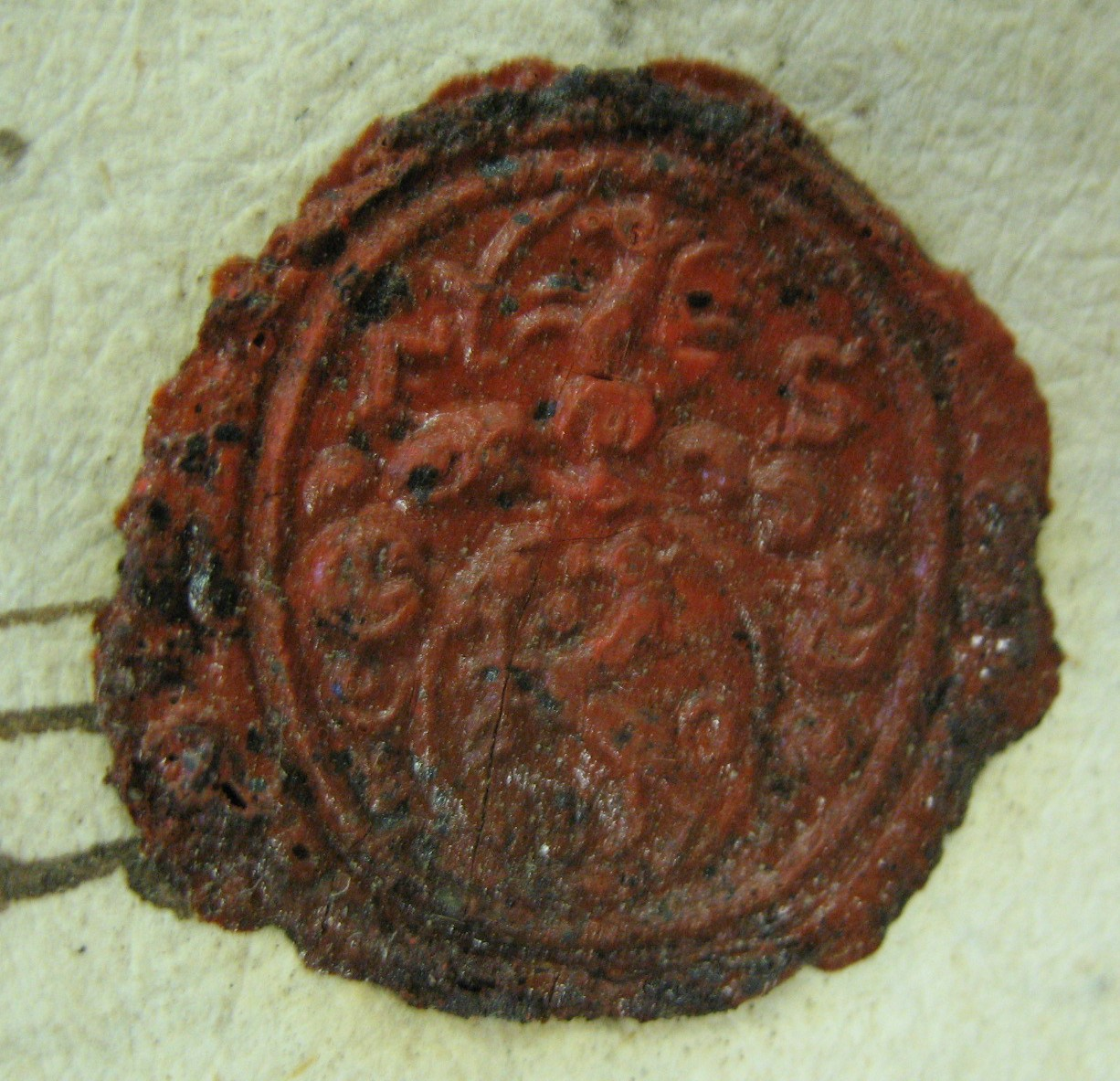
Szakállos Ferenc szolgabíró pecsétje 1733-ból

- Szakállos András (17. század) szolgabíró
- Szakállos Ferenc szolgabíró 1711-ben, 1716-ban, 1718-ban, 1724-ben, 1730-ban és 1733-ban[20]